# Antônia (cầu thủ bóng đá)
Antônia Ronnycleide da Costa Silva (sinh ngày 26 tháng 4 năm 1994), hay Antônia, là một cầu thủ bóng đá chuyên nghiệp người Brasil thi đấu ở vị trí trung vệ cho câu lạc bộ Primera División của Tây Ban Nha Real Madrid và đội tuyển quốc gia nữ Brasil.

## Sự nghiệp câu lạc bộ
Antônia đã có sự nghiệp chơi bóng cho nhiều câu lạc bộ tại Brasil và Tây Ban Nha. Cô đã thi đấu cho các câu lạc bộ như ABC FC, AA Ponte Preta, Grêmio Osasco Audax EC và EC Iranduba da Amazônia tại Brasil, và Madrid CFF tại Tây Ban Nha.

## Sự nghiệp quốc tế
Antônia đã chơi cho Brasil tại Tournoi de France 2020.